# Buonamici (famiglia)
I Buonamici sono una famiglia nobiliare pratese.

## Storia
Capostipite comune dei vari rami della famiglia fu Gino di Lando. Egli si stabilì a Prato nella seconda metà del XV secolo e in breve tempo riuscì ad accumulare una grande fortuna grazie all'industria della lana e alla compravendita di beni fondiari. Nel giro di poche generazioni, i Buonamici arrivarono a detenere il primato della ricchezza cittadina, ricoprendo varie cariche politiche.
In seguito alla legge del 1750, entrarono a far parte della nobiltà pratese.
Furono la prima famiglia pratese ad avere propri membri fra i cavalieri dell'Ordine di Santo Stefano papa e martire.
Il loro ramo familiare si estinse nel XIX secolo con Ranieri Buonamici.